# لوحة فوياجر الذهبية
لوحة فوياجر الذهبية Voyager Golden Records هي لوحة معدنية مطلية بالذهب منقوش عليها بيانات عن الإنسان ووضع الأرض بين النجوم . أرسل العلماء لوحة منها على مسبار فوياجر 1 ، ولوحة أخرى مماثلة على متن فوياجر 2 كرسائل إلى خارج الأرض . تحمل اللوحة تسجيلا صوتيا للإنسان كما تحمل معلومات عن الأرض .

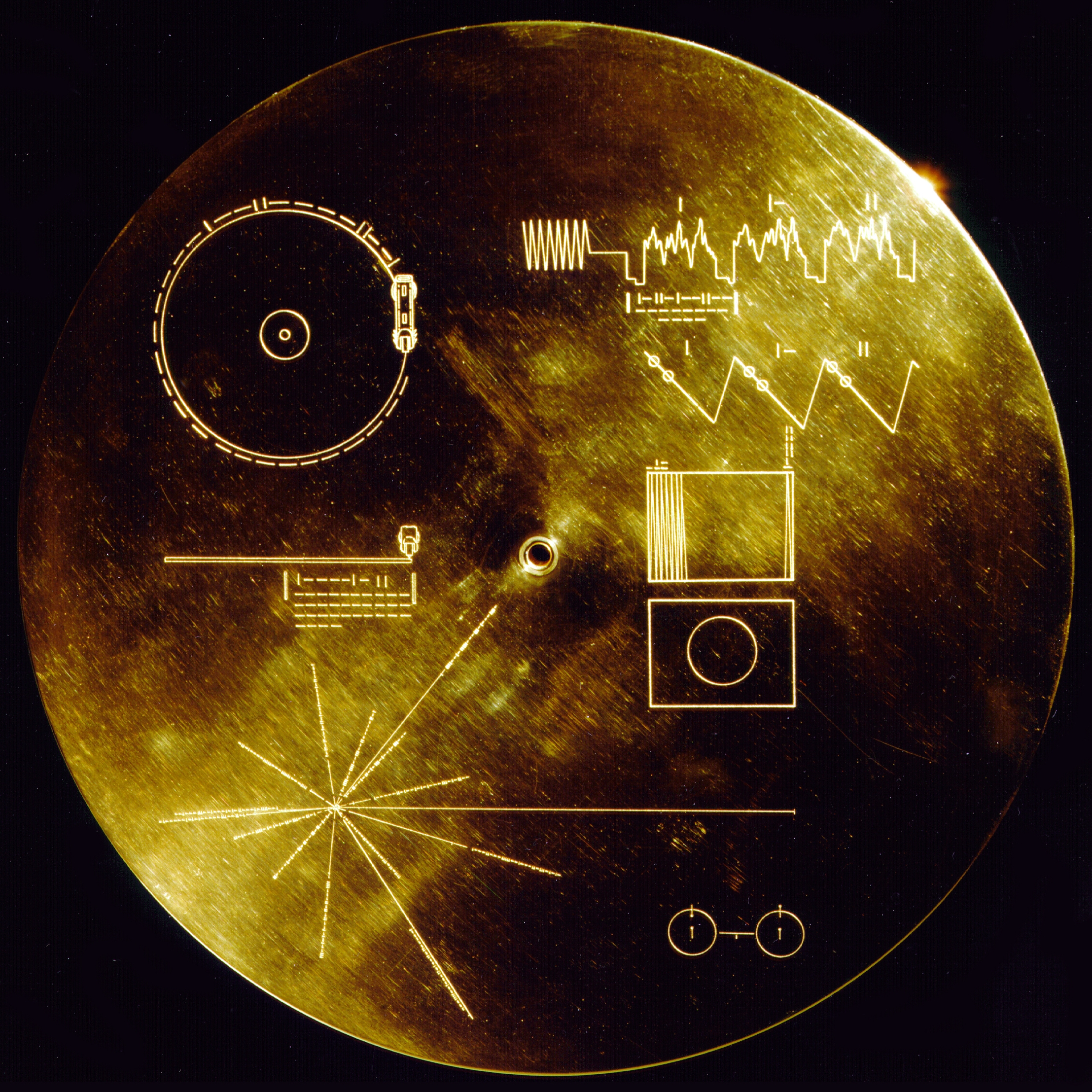
Golden Record Cover mit Gebrauchsanleitung

ومع ان احتمال عثور «أناس عاقلون خارج الأرض» على اللوحة ضئيل جدا، فقد يعثروا عليها بعد نهاية العالم وفناء الإنسان . ويقدر العمر الذي تصله اللوحتين بنحو 500 مليون سنة. وهما بغرض إثبات وجود الإنسان في الكون .
قامت مجموعة من العلماء وبعض رواد الفضاء بتصميم اللوحتين المتماثلتين ؛ وكان كارل ساجان مشرفا عليها .

## وصف اللوحة

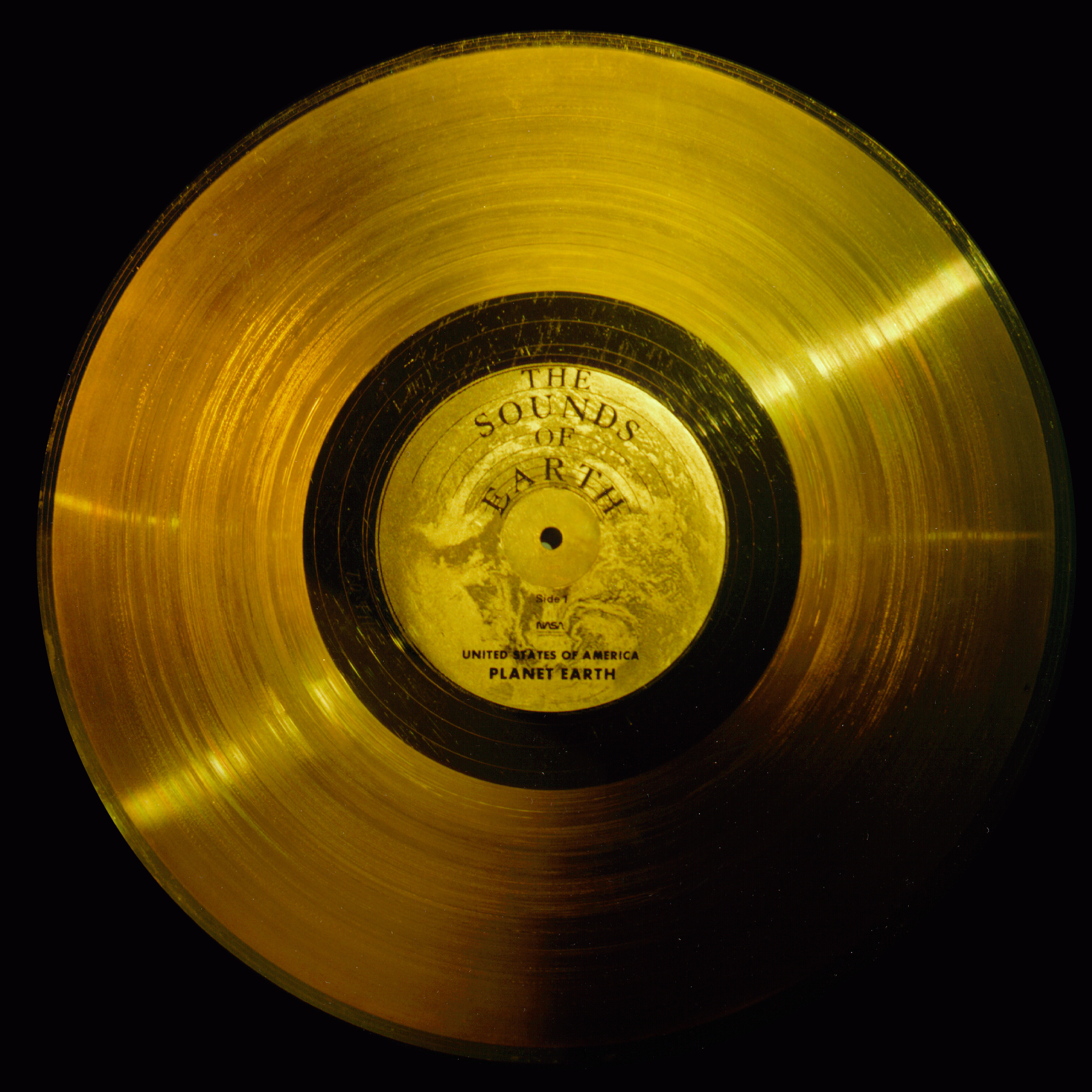
لوحة بيانات بصوت وصورة

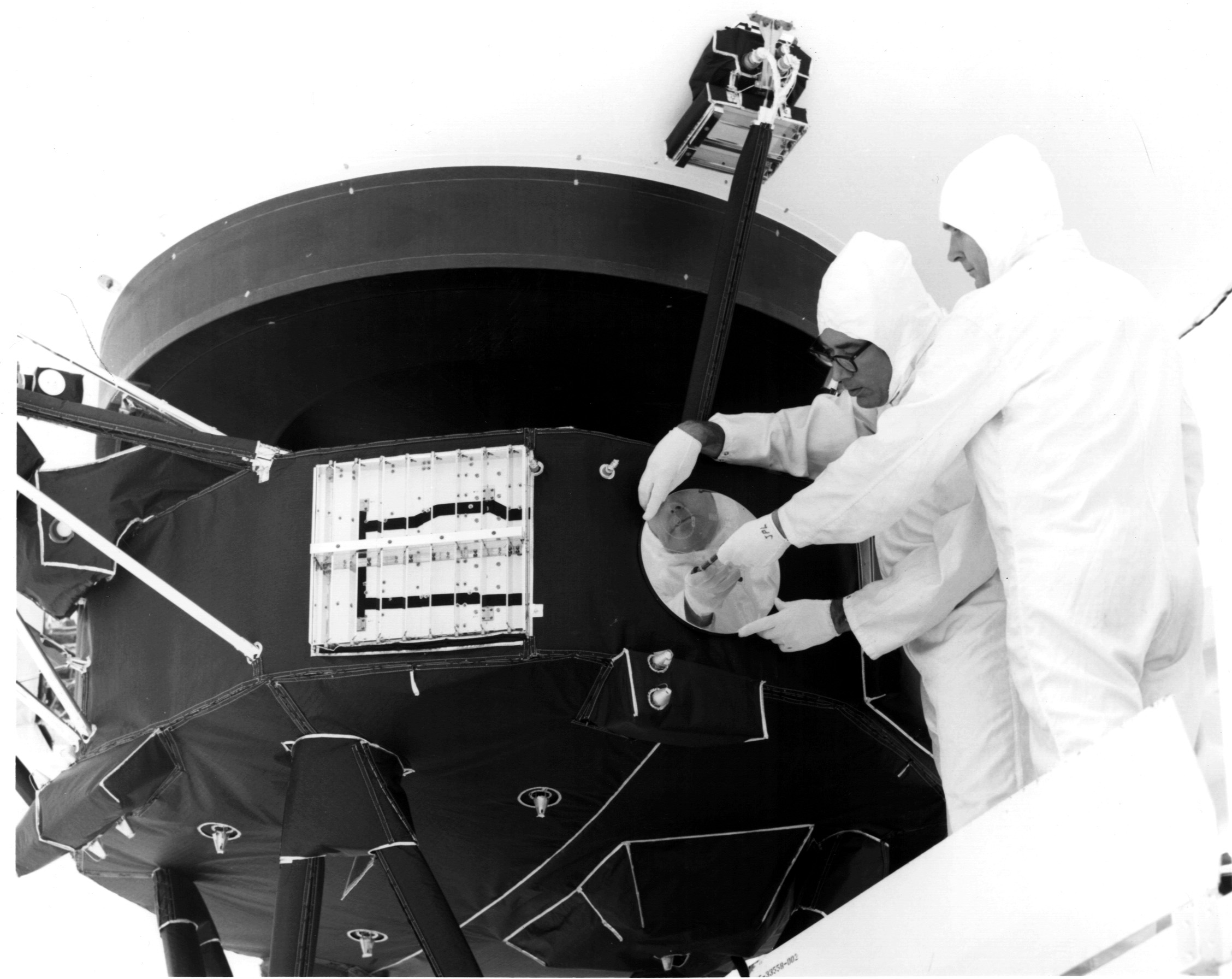
تثبيت غلاف اللوحة على فوياجر 1 يوم 29 يوليو 1977.

يوجد عل اللوحة تفسير كيفية تشغيل اللوحة وفك رموزها . كتبت الأعداد بالنظام الرقمي وهي تحتص بترددات ذرة الهيدروجين التي هي أيضا توجد مرسومة عليها. توجد مع كل لوحة حافظة «كاسيت» وإبرة لاستقراء الصوت عليها فهي أسطوانة فونوغرافية ؛ مع تدوير الأسطوانة بسرعة ⅔16 . كما يوجد عليها وصف موقع انطلاقها إلى الفضاء ؛ موقع الشمس بالنسبة إلى 14 نجم نباض.
اللوحة ذات قطر 30 سنتيمتر من النحاس ومطلية بطبقة من الذهب. أول جزء من حز البيانات مخزون فيه 115 صورة مسجلة بطريقة إشارة تناظرية.
وبقية التسجيل عبار عن تسجيل صوتي . ويحتوي على عبارات تحية ب 55 لغة من لغات الأرض (→Grußbotschaften auf der Voyager Golden Record)
) وعدة أصوات رياح، رعد وأصوات حيوانات (→Geräusche auf der Voyager Golden Record).
بعدهم يأتي 90 دقيقة موسيقى ن من ضمنها ألحان شعبية مختلفة وموسيقى من يوهان سباستيان باخ وبيتهوفن موزار وشك بري ولويس أرمسترونغ وغيرها. →Musikstücke auf der Voyager Golden Record). بالإضافة إلى ذلك توجد عليها تحية صوتية من كورت والدهايم سكرتير عام الأمم المتحدة في ذلك الوقت (1977) ومن الرئيس جيمي كارتر رئيس الولايات المتحدة الأمريكية الذي عاصر اقلاع المسبارين فوياجر 1 و فوياجر 2.

تحتوي اللوحة على صور فوتوغرافية ورسوم بيانية بالابيض والأسود وبعضها بالألوان، من ضمنها وادي النيل وسيناء كما ترى من القمر الصناعي . بعض الصور لها أهمية علمية وشهيرة وبعضها يظهر كميات فيزيائية ورياضية، وتظهر المجموعة الشمسية وكذلك الدنا ، وجسم الإنسان وأعضائه.
واهتم العلماء بإضافة صور لحيوانات وحشرات ونباتات ومناظر طبيعية عن طبيعة وتضاريس الأرض. كما تعطي صورا عن الفن المعماري على الأرض وعن غذاء الإنسان وكذلك صورا عن الأشغال اليومية للناس . وبعض الصور مزود برموز عن الحجم والزمن أو الكتلة. وبعض الصور خاصة بمركبات كيميائية. وجميع المقاييس مفسرة ومعرفة في الصور الأولى بالاعتماد على ثوابت فيزيائية تعتبر ثابتة في كل الكون .
وبعدما وجه انتقاد إلى ناسا أثناء تصميمها للوحة بيونير 10 بالنسبة إلى الصورة العارية للإنسان على اللوحة (صورة لرجل وامرأة عاريين) فلم ترغب ناسا أن يكون على لوحة فوياجر أشكالا عارية واكتفت برسم ملامحهما الخارجية فقط.
وقد رسم على لوحة بيونير أيضا صورة النابض ورسم ذرة الهيدروجين كما هما موجودان على لوحتي فوياجر.

## بعض الصور الموجودة على اللوحة
- صورة مصر من القمرالصناعي, ويرى البحر الأحمر في أعلى الصورة وسيناء . وسط الصورة يبين وادي النيل . بعض الأرقام تعطي تكوين هواء الأرض.
- أمرأة في سوبرماركت
- صورةالمشترى وعليها مقدار قطره
- صورة الإنسان يشرب ويلعق ويأكل كأنواع من تناول الطعام .

- صورة المرصد الراديوي الكبير أرسيبو وعليه قطره.
- الصفحة 6 من كتاب نيوتن عن النظام الشمسي ).

المرصد الراديوي أرسيو